# Nina Paley

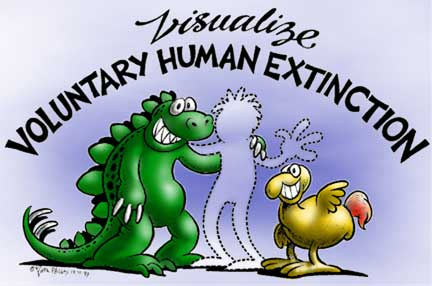
Voluntary Human Extinction Movement

Nina Paley (Urbana, 1968. május 3. –) amerikai animációsfilm-rendező. „Animátor. Rendező. Képzőművész. Bűnbak.” Szabadkultúra-aktivista.
Széleskörűen ismertté vált igen jelentős díjakat nyert egész estés animációs nagyjátékfilmjeivel, a Sita Sings the Blueszal (ami a Rámájana alapján készült), majd a 2018-ban befejezett (szintén többszörösen díjazott)  Seder-Masochism-mal. Ez utóbbi az Exodus sajátos, keserűen humoros, feminista újragondolása a istennő-imádatból kibontakozó patriarchátusig.

## Pályafutása
Zsidó családból származik. Apja matematikaprofesszor volt az Illinois-i Egyetemen, és a hetvenes évek elején egy darabig Urbana polgármestere is volt.
Paley a helyi általános és középiskolákba járt, majd elvégezte az Illinois-i Egyetemet is 1986-ban. Két évig képzőművészetet tanult. Chris Butler középiskolai történelemtanárával együttműködve illusztrálta Az Északi-sark története című képregényt. A főiskola alatt sikert aratott a Joyride című képregénye is.
1988-ban a kaliforniai Santa Cruzba költözött, ahol írni és rajzolni kezdte a Nina kalandjait. 1991-ben illusztrálta a Santa Cruz Haggadah-t. 2002-ben írt és rendezett egy rövid rajzfilmet Fetch! címmel, ami azóta is népszerű.
2002-től Paley a népesség növekedésének ellentmondásos témájára kezdett összpontosítani. Az egyik legnevezetesebb e kérdést taglaló filmje a The Stork, amelyben a természetes környezet pusztításra késztetik a gólyákat, és embercsecsemők a madarak áldozatai. A 3 és fél perces film jelentős sikert aratott különböző fesztiválokon, így a Sundance Film Festivalon is.
Közben több képregénnyel is közreműködött a Voluntary Human Extinction Movement-ben, amelynek tagja és olykor szóvivője is.
2012-en animációs filmjét a Vimeón tette közzé: This Land Is Mine. Ez a közel-keleti konfliktusokat ábrázolja.

## Egész estés animációs filmek
- 2008: Sita Sings the Blues
- 2018: Seder-Masochism: a teljes film

### Rövidfilmek
- 1988: Cancer (2 perc, 35mm)
- 1998: Luv Is... (agyaganimáció, 3,5 perc, Super-8)
- 1998: I (heart) My Cat (agyaganimáció, 3 perc, 16 mm)
- 2000: Pandorama (filmszalagra rajzolva, 3 perc, 70 mm)
- 2001: Fetch! (2-D számítógépes animáció, 4,5 perc, 35 mm)
- 2002: Thank You for Not Breeding. Dokumentumfilm. 36 perc, videó)
- 2002: The Stork 2-D computer animation (Flash/Photoshop/Final Cut Pro, 3 perc, videó)
- 2002: Goddess of Fertility (agyag- és üveganimáció. 2-D digitális animáció, 2 perc, 35 mm)
- 2002: Fertco (2002. 2-D digitális animáció, 3 perc, videó)
- 2002: The Wit and Wisdom of Cancer (2-D digitális animáció, 4,5 perc, videó)
- 2012: This Land Is Mine – A brief history of the land called Israel/Palestine/Canaan/the Levant (3,32 perc, 2012, 2-D digitális animáció)
- 2015: On Children, a segment in Kahlil Gibran’s The Prophet (2-D digitális animáció)

### Képregények
- Nina's Adventures
- Fluff
- the Hots
- Mimi & Eunice

## Díjak
- Sita Sings the Blues